# Famille de Ribier
 (mars 2022).
Si vous disposez d'ouvrages ou d'articles de référence ou si vous connaissez des sites web de qualité traitant du thème abordé ici, merci de compléter l'article en donnant les références utiles à sa vérifiabilité et en les liant à la section « Notes et références ».
La famille de Ribier est une famille de la noblesse française subsistante, originaire d'Auvergne.
Elle compte parmi ses membres un historien.

## Histoire
Étienne de Séréville et Ferdinand de Saint-Simon mais aussi Régis Valette écrivent que la famille de Ribier est de noblesse d'ancienne extraction sur preuves de 1428,.
Henri Jougla de Morenas écrit que cette famille remonte sa filiation à Guillaume de Ribier, seigneur de Lavaur, trouvé en 1364 et 1387. Son fils (ou petit-fils), Aymeric de Ribier épouse en 1404 Guyotte de Claviers, dont deux fils. 
- L'ainé, Antoine, est l'auteur des branches de Layre et de Lavaur.
- Le cadet, Pierre, est l'auteur des branches de Plaignes, de Ramenet et de Beaudésert.

La famille de Ribier a été maintenue noble en 1666 et 1706.
Dans une source familiale, Histoire Généalogique de la Maison de Ribier, le docteur Louis de Ribier fonde les origines de sa famille comme suit : « La maison de Ribier est incontestablement auvergnate d'origine. Elle ne vient pas de Ribiers, jadis capitale du petit comté de ce nom - aujourd'hui chef-lieu de canton du département des Hautes-Alpes - comme M. de Ribier du Châtelet semble l'avoir un instant supposé, et ce, pour une foule de raisons, dont la meilleure à notre avis est que Ribiers, appartenant avant le XIIe siècle aux vicomtes de Gap et depuis 1120 à la maison de Menouillon, n'a jamais eu de possesseurs de ce nom. Est-ce à dire pour cela que l'étymologie du nom de famille et du nom de ville ne soit pas identique et ne procède pas de la même source ? Assurément non. Riberii, qui est la forme latine des deux, dérive de Riparius ou Riperius en basse latinité, dont le sens littéral est riverain ; c'est-à-dire qui habite le bord de la rivière. La tendance à transformer en B la consonne P se manifestant ordinairement dans le patois des environs de Mauriac, nul doute que notre famille ne tire son nom de son premier établissement sur les bords d'un cours d'eau, et ce point une fois acquis, nous n'hésitons pas à admettre pour elle comme siège d'origine la vallée de la Maronne, en amont ou en aval, mais à peu de distance du bourg de Saint-Martin-Valmeroux, arrondissement de Mauriac (Cantal).
À l'appui de cette opinion, devenue pour nous une certitude, les documents ne font pas défaut : c'est d'abord, en 1219, une lièvre en langue romane de l'église de Sainte-Eulalie, de laquelle il résulte la preuve absolument authentique qu'Aymeric Ribier était possessionné à cette époque dans ladite vallée, et notamment à Plaignes et à Ambials. Un ancien inventaire manuscrit, pour Saint-Martin-Valmeroux, nous apprend de plus que Géraud Ribier rendit hommage en 1293 à Rigaud de Fontanges pour divers tènements situés dans cette localité. Ce Géraud, mentionné dans le testament de Marine de Beaumarchais du 25 juillet 1280, était le frère de Jean, Durand et Pierre de Ribier, alias de Lavaur. Pierre habitait également Saint-Martin-Valmeroux où il mourut au début du XIVe siècle, laissant deux enfants qui furent inhumés dans l'église de cette paroisse. Presque à la même époque, 1306, Hugues et Aymeric de Ribier (Hugo et Aymericus Riberii) rendaient conjointement hommage à Raymond des Près, évêque de Clermont, pour deux maisons et divers immeubles situés au bourg de Saint-Martin-Valmeroux.
Au siècle suivant, vers 1404, un autre Aymeric de Ribier, seigneur de Lavaur, se retirait momentanément à Sainte-Eulalie - où il avait conservé les propriétés de ses ancêtres - pendant les réparations du château de Lavaur qui tombait en ruine ; et c'est sans doute pour perpétuer cette tradition que son frère Pierre, capitaine-châtelain du château de Crèvecœur, se fixa au château de Plaignes et y fonda la première branche cadette de la maison de Ribier, au centre même des possessions de son aïeul de 1219.
Cet Aymeric de Ribier de 1219, étant le premier de membre de notre maison mentionné dans des documents authentiques, il paraitrait rationnel de faire remonter la filiation jusqu'à lui; cependant, comme il reste isolé dans cette pièce et que rien ne prouve qu'il soit le père de Jehan de Ribier (Johannes Ribierii), chevalier croisé de 1243, que nous regarderons comme l'auteur de la branche mère dite de Lavaur, nous laisserons Aymeric en dehors de la liste chronologique qui commencera seulement audit Jehan de Ribier. Celui-ci dut quitter la vallée de la Maronne pour se fixer au château de Lavaur près Mauriac, au moment de son mariage avec Alize de Lavaur, dame du lieu. Il y fit souche d'une nombreuse lignée qui porta indifféremment les noms de Lavaur ou de Ribier pendant plusieurs siècles. »
Louis de Ribier a écrit une Histoire de la maison de Ribier en 1907.

## Filiation
- Jehan Ier de Ribier (vivant en 1249), croisé, chevalier, seigneur de Lavaur, marié avec Alize de Lavaur, dame de Lavaur à Jaleyrac
  - Durand de Ribier (vivait en 1269, 1287, 1289 et 1312), damoiseau
    - Pierre de Ribier
      - Jehan de Ribier († av. 1380)
        - Guillaume de Ribier (1344-avant 1401),marié en 1369 avec Hélips de Laborie

- Jean-François de Ribier (1765-1817), seigneur de Layre, puis maire de Saignes. Il avait épousé Catherine de Fontanges, fille de Pierre de Fontanges seigneur de La Clidelle, qui lui a donné au moins deux fils :
  - Frédéric de Ribier (1774-1842) , ancien élève de l'École des chartes, auteur du Dictionnaire statistique du département de la Haute Loire, ouvrage couronné au concours de 1823 par l'Académie des sciences. Il avait épousé sa cousine Marguerite de Ribier, héritière du château de Cheyssac à Vebret dans le Cantal, fille de Jean-Jérôme de Ribier, seigneur de Chavagnac, ancien page à la Grande écurie et de Marie-Pierrette de Sartiges, dame de Cheyssac.
  - Jean-Baptiste de Ribier du Châtelet (1779-1844), l'un des principaux auteurs du Dictionnaire statistique et historique du Cantal, d'abord publié en 1824 puis réédité et augmenté par la Société cantalienne entre 1852 et 1861. Marié en 1809 à Marie-Charlotte de Châlus, héritière du château du Châtelet à Ydes dans le Cantal, où il est mort en laissant une fille: Zélie de Ribier du Châtelet, mariée en 1837 avec Charles de La Vaissière de Lavergne.
- René de Ribier (1841-1924), petit-fils de Frédéric de Ribier, conseiller général du Cantal. Marié en 1867 à Hélène de Sartiges, fille de Louis de Sartiges et d'Antoinette d'Anglars de Bassignac, il a eu deux enfants: Jean Gabriel de Ribier (1869-1899) et Louis de Ribier, qui suit;
- Louis de Ribier (1876-1936), né à Champagnac, fils du précédent et d'Hélène de Sartiges, médecin, auteur de recherches historiques et généalogiques[6]. De son mariage en 1902 à Paris avec Armande Perrin (1877-1961), il a laissé deux fils:
  - Jean-Jérôme de Ribier (1903-1992), membre de la Société de la Haute-Auvergne, archiviste paléographe[7]. Il s'est marié en 1929 avec Marguerite Fels (1906-1992).
  - Pierre-Denis de Ribier (1908-1968), colonel d'infanterie, puis professeur de mathématiques, officier de la Légion d'honneur. Il est auteur de travaux d'érudition[réf. nécessaire].
- Eugène de Ribier (1867-1943), né à Paris, fils de Gabriel de Ribier et de Marie-Ester Radiguet, agrégé des lettres, professeur d'université, directeur de la Revue des poètes, l'un des fondateurs en 1909 de la revue La Veillée d'Auvergne. Il était propriétaire du château de Tautal. Marié à Marguerite Lambelin, il a laissé trois filles : Suzanne de Ribier mariée avec le poète Jean Larcena, Jeanne de Ribier mariée avec le docteur Marcel Giraud, Marguerite de Ribier.

## Personnalités
- Frédéric de Ribier (1774-1842), érudit.
- Jean-Baptiste de Ribier du Châtelet.

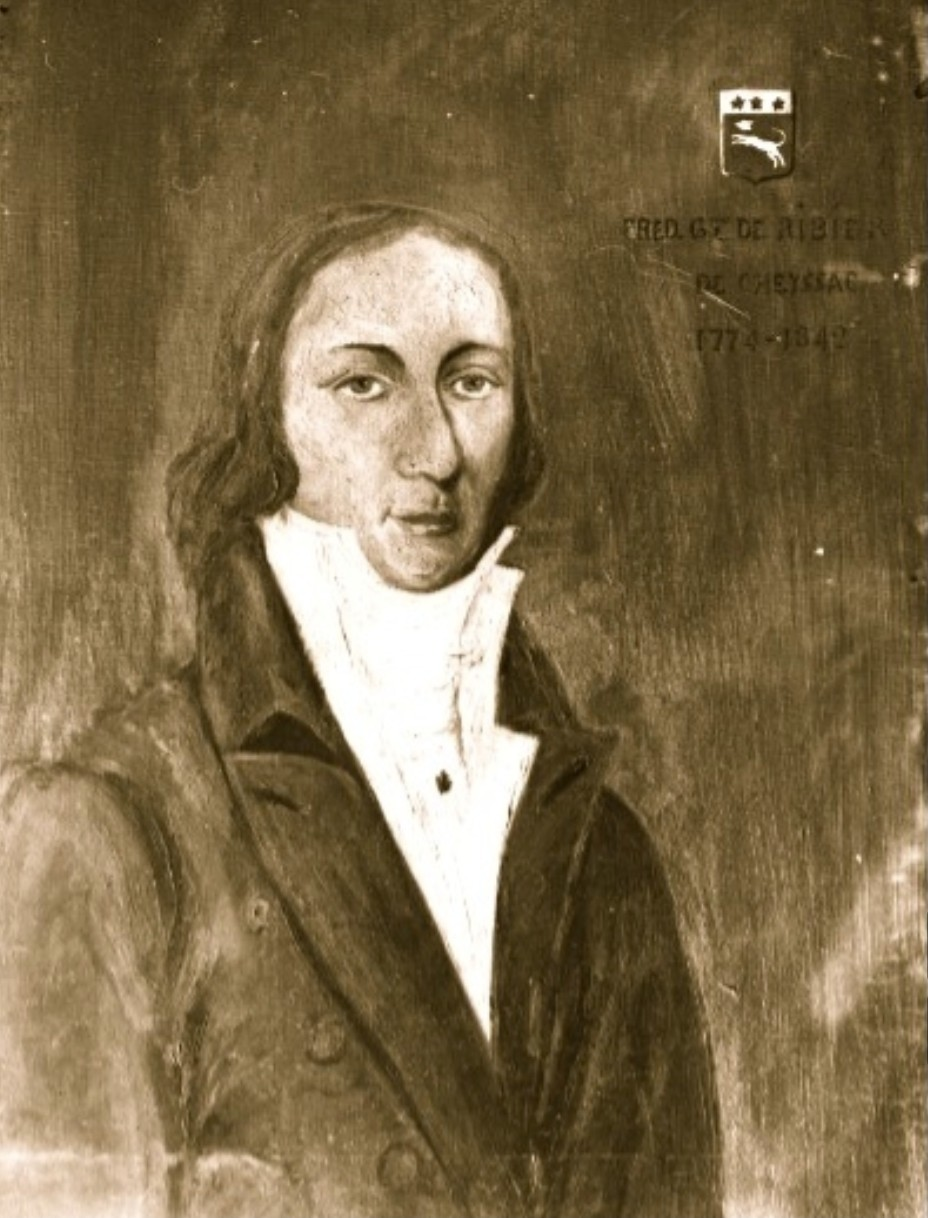
Frédéric de Ribier
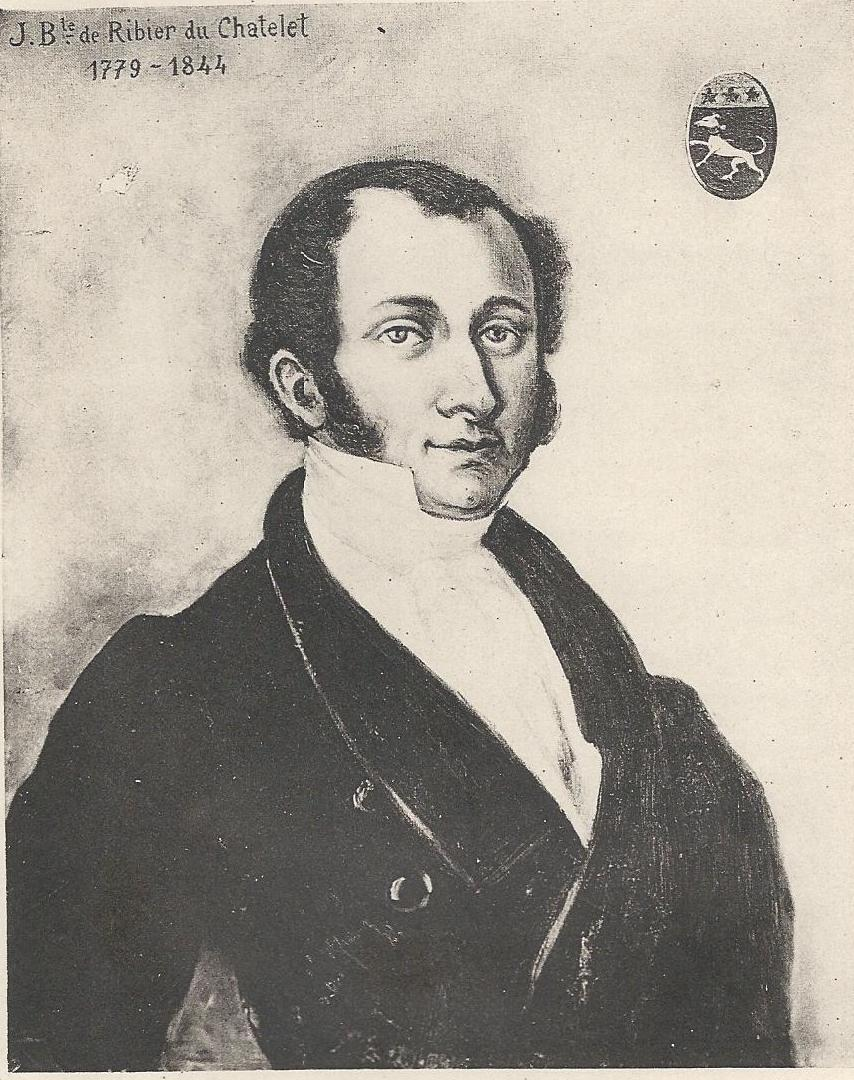
Jean-Baptiste de Ribier du Châtelet (1779-1844)

## Tableau des seize quartiers de noblesse de Gabriel de Ribier de Lavaur, chanoine-comte de Brioude († 5 juill. 1570)
|                  |                  |                  |                  |                  |                  |                 |                 | {{{ AB }}}      | {{{ AB }}}      | {{{ AB }}} | {{{ AB }}} | {{{ AB }}}       | {{{ AB }}}       |                    |                    |                    |                    |                    |                    |                    |                    |                    |                    | {{{ BB }}}         | {{{ BB }}}         | {{{ BB }}}       | {{{ BB }}}       | {{{ BB }}}        | {{{ BB }}}        |                   |                   | de Douhet d'Auzers | de Douhet d'Auzers | de Douhet d'Auzers | de Douhet d'Auzers | de Douhet d'Auzers | de Douhet d'Auzers |                       |                       |                       |                       |                       |                       |                         |                         |                         |                         |                         |                         |                 |                 |                  |                  |                        |                        |                        |                        |                        |                        |                  |  |                   |                   |                   |                   |                   |                   |                            |                            |                            |                            | d'Alzon                    | d'Alzon                    | d'Alzon            | d'Alzon            | d'Alzon                      | d'Alzon                      |                              |                              |                              |                              |                    |                    |                          |                          |                          |                          | de Bort                  | de Bort                  | de Bort | de Bort | de Bort         | de Bort         |                    |                    | de Rillac          | de Rillac          | de Rillac          | de Rillac          | de Rillac        | de Rillac        |                  |                  |                    |                    |                    |                    |                    |                    |                    |                    |                    |                    |              |              |                       |                       |                       |                       | {{{ HB }}}            | {{{ HB }}}            | {{{ HB }}} | {{{ HB }}} | {{{ HB }}} | {{{ HB }}} |                  |                  |                  |                  |                  |                  |  |  |                             |                             |                             |                             |                             |                             |  |  |                       |                       |                       |                       |                       |                       |  |  |                      |                      |                      |                      |                      |                      |  |  |  |  |  |  |  |  |  |  |  |  |  |  |  |  |  |  |  |  |  |  |  |  |  |  |  |  |  |  |  |  |  |  |  |  |  |  |  |  |  |  |  |  |  |  |  |  |  |  |  |  |  |  |  |  |  |  |  |  |  |  |  |  |  |  |  |  |
| Antoinede RIBIER | Antoinede RIBIER | Antoinede RIBIER | Antoinede RIBIER | Antoinede RIBIER | Antoinede RIBIER |                 |                 | {{{ AB }}}      | {{{ AB }}}      | {{{ AB }}} | {{{ AB }}} | {{{ AB }}}       | {{{ AB }}}       | Guyottede CLAVIERS | Guyottede CLAVIERS | Guyottede CLAVIERS | Guyottede CLAVIERS | Guyottede CLAVIERS | Guyottede CLAVIERS |                    |                    | Louisde LAUDOUSE   | Louisde LAUDOUSE   | Louisde LAUDOUSE   | Louisde LAUDOUSE   | Louisde LAUDOUSE | Louisde LAUDOUSE | {{{ BB }}}        | {{{ BB }}}        |                   |                   | de Douhet d'Auzers | de Douhet d'Auzers | de Douhet d'Auzers | de Douhet d'Auzers | de Douhet d'Auzers | de Douhet d'Auzers | Antoinettede SAILLANT | Antoinettede SAILLANT | Antoinettede SAILLANT | Antoinettede SAILLANT | Antoinettede SAILLANT | Antoinettede SAILLANT |                         |                         | Pierrede DOUHET         | Pierrede DOUHET         | Pierrede DOUHET         | Pierrede DOUHET         | Pierrede DOUHET | Pierrede DOUHET |                  |                  | Jeannede SAINT-CHAMANS | Jeannede SAINT-CHAMANS | Jeannede SAINT-CHAMANS | Jeannede SAINT-CHAMANS | Jeannede SAINT-CHAMANS | Jeannede SAINT-CHAMANS |                  |  | Blandinde BOMPART | Blandinde BOMPART | Blandinde BOMPART | Blandinde BOMPART | Blandinde BOMPART | Blandinde BOMPART |                            |                            | Hélènede FONTANGES         | Hélènede FONTANGES         | Hélènede FONTANGES         | Hélènede FONTANGES         | Hélènede FONTANGES | Hélènede FONTANGES | d'Alzon                      | d'Alzon                      |                              |                              | Guillaumede BALZAC           | Guillaumede BALZAC           | Guillaumede BALZAC | Guillaumede BALZAC | Guillaumede BALZAC       | Guillaumede BALZAC       |                          |                          | de Bort                  | de Bort                  | de Bort | de Bort | de Bort         | de Bort         | Margueritted'ALZON | Margueritted'ALZON | Margueritted'ALZON | Margueritted'ALZON | Margueritted'ALZON | Margueritted'ALZON | de Rillac        | de Rillac        |                  |                  | Robertde CHABANNES | Robertde CHABANNES | Robertde CHABANNES | Robertde CHABANNES | Robertde CHABANNES | Robertde CHABANNES |                    |                    | Alixede BORT       | Alixede BORT       | Alixede BORT | Alixede BORT | Alixede BORT          | Alixede BORT          |                       |                       | {{{ HB }}}            | {{{ HB }}}            | {{{ HB }}} | {{{ HB }}} | {{{ HB }}} | {{{ HB }}} | Antoinede RILLAC | Antoinede RILLAC | Antoinede RILLAC | Antoinede RILLAC | Antoinede RILLAC | Antoinede RILLAC |  |  | Jeannede la GARDEde SAIGNES | Jeannede la GARDEde SAIGNES | Jeannede la GARDEde SAIGNES | Jeannede la GARDEde SAIGNES | Jeannede la GARDEde SAIGNES | Jeannede la GARDEde SAIGNES |  |  | Guillaumede FONTANGES | Guillaumede FONTANGES | Guillaumede FONTANGES | Guillaumede FONTANGES | Guillaumede FONTANGES | Guillaumede FONTANGES |  |  | Catherinede NOZIERES | Catherinede NOZIERES | Catherinede NOZIERES | Catherinede NOZIERES | Catherinede NOZIERES | Catherinede NOZIERES |  |  |  |  |  |  |  |  |  |  |  |  |  |  |  |  |  |  |  |  |  |  |  |  |  |  |  |  |  |  |  |  |  |  |  |  |  |  |  |  |  |  |  |  |  |  |  |  |  |  |  |  |  |  |  |  |  |  |  |  |  |  |  |  |  |  |  |  |
| Antoinede RIBIER | Antoinede RIBIER | Antoinede RIBIER | Antoinede RIBIER | Antoinede RIBIER | Antoinede RIBIER |                 |                 |                 |                 |            |            |                  |                  | Guyottede CLAVIERS | Guyottede CLAVIERS | Guyottede CLAVIERS | Guyottede CLAVIERS | Guyottede CLAVIERS | Guyottede CLAVIERS |                    |                    | Louisde LAUDOUSE   | Louisde LAUDOUSE   | Louisde LAUDOUSE   | Louisde LAUDOUSE   | Louisde LAUDOUSE | Louisde LAUDOUSE |                   |                   |                   |                   |                    |                    |                    |                    |                    |                    | Antoinettede SAILLANT | Antoinettede SAILLANT | Antoinettede SAILLANT | Antoinettede SAILLANT | Antoinettede SAILLANT | Antoinettede SAILLANT |                         |                         | Pierrede DOUHET         | Pierrede DOUHET         | Pierrede DOUHET         | Pierrede DOUHET         | Pierrede DOUHET | Pierrede DOUHET |                  |                  | Jeannede SAINT-CHAMANS | Jeannede SAINT-CHAMANS | Jeannede SAINT-CHAMANS | Jeannede SAINT-CHAMANS | Jeannede SAINT-CHAMANS | Jeannede SAINT-CHAMANS |                  |  | Blandinde BOMPART | Blandinde BOMPART | Blandinde BOMPART | Blandinde BOMPART | Blandinde BOMPART | Blandinde BOMPART |                            |                            | Hélènede FONTANGES         | Hélènede FONTANGES         | Hélènede FONTANGES         | Hélènede FONTANGES         | Hélènede FONTANGES | Hélènede FONTANGES |                              |                              |                              |                              | Guillaumede BALZAC           | Guillaumede BALZAC           | Guillaumede BALZAC | Guillaumede BALZAC | Guillaumede BALZAC       | Guillaumede BALZAC       |                          |                          |                          |                          |         |         |                 |                 | Margueritted'ALZON | Margueritted'ALZON | Margueritted'ALZON | Margueritted'ALZON | Margueritted'ALZON | Margueritted'ALZON |                  |                  |                  |                  | Robertde CHABANNES | Robertde CHABANNES | Robertde CHABANNES | Robertde CHABANNES | Robertde CHABANNES | Robertde CHABANNES |                    |                    | Alixede BORT       | Alixede BORT       | Alixede BORT | Alixede BORT | Alixede BORT          | Alixede BORT          |                       |                       |                       |                       |            |            |            |            | Antoinede RILLAC | Antoinede RILLAC | Antoinede RILLAC | Antoinede RILLAC | Antoinede RILLAC | Antoinede RILLAC |  |  | Jeannede la GARDEde SAIGNES | Jeannede la GARDEde SAIGNES | Jeannede la GARDEde SAIGNES | Jeannede la GARDEde SAIGNES | Jeannede la GARDEde SAIGNES | Jeannede la GARDEde SAIGNES |  |  | Guillaumede FONTANGES | Guillaumede FONTANGES | Guillaumede FONTANGES | Guillaumede FONTANGES | Guillaumede FONTANGES | Guillaumede FONTANGES |  |  | Catherinede NOZIERES | Catherinede NOZIERES | Catherinede NOZIERES | Catherinede NOZIERES | Catherinede NOZIERES | Catherinede NOZIERES |  |  |  |  |  |  |  |  |  |  |  |  |  |  |  |  |  |  |  |  |  |  |  |  |  |  |  |  |  |  |  |  |  |  |  |  |  |  |  |  |  |  |  |  |  |  |  |  |  |  |  |  |  |  |  |  |  |  |  |  |  |  |  |  |  |  |  |  |
|                  |                  |                  |                  |                  |                  |                 |                 |                 |                 |            |            |                  |                  |                    |                    |                    |                    |                    |                    |                    |                    |                    |                    |                    |                    |                  |                  |                   |                   |                   |                   |                    |                    |                    |                    |                    |                    |                       |                       |                       |                       |                       |                       |                         |                         |                         |                         |                         |                         |                 |                 |                  |                  |                        |                        |                        |                        |                        |                        |                  |  |                   |                   |                   |                   |                   |                   |                            |                            |                            |                            |                            |                            |                    |                    |                              |                              |                              |                              |                              |                              |                    |                    |                          |                          |                          |                          |                          |                          |         |         |                 |                 |                    |                    |                    |                    |                    |                    |                  |                  |                  |                  |                    |                    |                    |                    |                    |                    |                    |                    |                    |                    |              |              |                       |                       |                       |                       |                       |                       |            |            |            |            |                  |                  |                  |                  |                  |                  |  |  |                             |                             |                             |                             |                             |                             |  |  |                       |                       |                       |                       |                       |                       |  |  |                      |                      |                      |                      |                      |                      |  |  |  |  |  |  |  |  |  |  |  |  |  |  |  |  |  |  |  |  |  |  |  |  |  |  |  |  |  |  |  |  |  |  |  |  |  |  |  |  |  |  |  |  |  |  |  |  |  |  |  |  |  |  |  |  |  |  |  |  |  |  |  |  |  |  |  |  |
|                  |                  |                  |                  | Pierrede RIBIER  | Pierrede RIBIER  | Pierrede RIBIER | Pierrede RIBIER | Pierrede RIBIER | Pierrede RIBIER |            |            |                  |                  |                    |                    |                    |                    |                    |                    | Antoinede LAUDOUSE | Antoinede LAUDOUSE | Antoinede LAUDOUSE | Antoinede LAUDOUSE | Antoinede LAUDOUSE | Antoinede LAUDOUSE |                  |                  |                   |                   |                   |                   |                    |                    |                    |                    | Antoinede DOUHET   | Antoinede DOUHET   | Antoinede DOUHET      | Antoinede DOUHET      | Antoinede DOUHET      | Antoinede DOUHET      |                       |                       |                         |                         |                         |                         |                         |                         |                 |                 | Hélipsde BOMPART | Hélipsde BOMPART | Hélipsde BOMPART       | Hélipsde BOMPART       | Hélipsde BOMPART       | Hélipsde BOMPART       |                        |                        |                  |  |                   |                   |                   |                   |                   |                   | Jeande BALZAC d'ENTRAYGUES | Jeande BALZAC d'ENTRAYGUES | Jeande BALZAC d'ENTRAYGUES | Jeande BALZAC d'ENTRAYGUES | Jeande BALZAC d'ENTRAYGUES | Jeande BALZAC d'ENTRAYGUES |                    |                    |                              |                              |                              |                              |                              |                              |                    |                    | Jeanne-Agnèsde CHABANNES | Jeanne-Agnèsde CHABANNES | Jeanne-Agnèsde CHABANNES | Jeanne-Agnèsde CHABANNES | Jeanne-Agnèsde CHABANNES | Jeanne-Agnèsde CHABANNES |         |         |                 |                 |                    |                    |                    |                    |                    |                    | Antoinede RILLAC | Antoinede RILLAC | Antoinede RILLAC | Antoinede RILLAC | Antoinede RILLAC   | Antoinede RILLAC   |                    |                    |                    |                    |                    |                    |                    |                    |              |              | Catherinede FONTANGES | Catherinede FONTANGES | Catherinede FONTANGES | Catherinede FONTANGES | Catherinede FONTANGES | Catherinede FONTANGES |            |            |            |            |                  |                  |                  |                  |                  |                  |  |  |                             |                             |                             |                             |                             |                             |  |  |                       |                       |                       |                       |                       |                       |  |  |                      |                      |                      |                      |                      |                      |  |  |  |  |  |  |  |  |  |  |  |  |  |  |  |  |  |  |  |  |  |  |  |  |  |  |  |  |  |  |  |  |  |  |  |  |  |  |  |  |  |  |  |  |  |  |  |  |  |  |  |  |  |  |  |  |  |  |  |  |  |  |  |  |  |  |  |  |
|                  |                  |                  |                  | Pierrede RIBIER  | Pierrede RIBIER  | Pierrede RIBIER | Pierrede RIBIER | Pierrede RIBIER | Pierrede RIBIER |            |            |                  |                  |                    |                    |                    |                    |                    |                    | Antoinede LAUDOUSE | Antoinede LAUDOUSE | Antoinede LAUDOUSE | Antoinede LAUDOUSE | Antoinede LAUDOUSE | Antoinede LAUDOUSE |                  |                  |                   |                   |                   |                   |                    |                    |                    |                    | Antoinede DOUHET   | Antoinede DOUHET   | Antoinede DOUHET      | Antoinede DOUHET      | Antoinede DOUHET      | Antoinede DOUHET      |                       |                       |                         |                         |                         |                         |                         |                         |                 |                 | Hélipsde BOMPART | Hélipsde BOMPART | Hélipsde BOMPART       | Hélipsde BOMPART       | Hélipsde BOMPART       | Hélipsde BOMPART       |                        |                        |                  |  |                   |                   |                   |                   |                   |                   | Jeande BALZAC d'ENTRAYGUES | Jeande BALZAC d'ENTRAYGUES | Jeande BALZAC d'ENTRAYGUES | Jeande BALZAC d'ENTRAYGUES | Jeande BALZAC d'ENTRAYGUES | Jeande BALZAC d'ENTRAYGUES |                    |                    |                              |                              |                              |                              |                              |                              |                    |                    | Jeanne-Agnèsde CHABANNES | Jeanne-Agnèsde CHABANNES | Jeanne-Agnèsde CHABANNES | Jeanne-Agnèsde CHABANNES | Jeanne-Agnèsde CHABANNES | Jeanne-Agnèsde CHABANNES |         |         |                 |                 |                    |                    |                    |                    |                    |                    | Antoinede RILLAC | Antoinede RILLAC | Antoinede RILLAC | Antoinede RILLAC | Antoinede RILLAC   | Antoinede RILLAC   |                    |                    |                    |                    |                    |                    |                    |                    |              |              | Catherinede FONTANGES | Catherinede FONTANGES | Catherinede FONTANGES | Catherinede FONTANGES | Catherinede FONTANGES | Catherinede FONTANGES |            |            |            |            |                  |                  |                  |                  |                  |                  |  |  |                             |                             |                             |                             |                             |                             |  |  |                       |                       |                       |                       |                       |                       |  |  |                      |                      |                      |                      |                      |                      |  |  |  |  |  |  |  |  |  |  |  |  |  |  |  |  |  |  |  |  |  |  |  |  |  |  |  |  |  |  |  |  |  |  |  |  |  |  |  |  |  |  |  |  |  |  |  |  |  |  |  |  |  |  |  |  |  |  |  |  |  |  |  |  |  |  |  |  |
|                  |                  |                  |                  |                  |                  |                 |                 |                 |                 |            |            |                  |                  |                    |                    |                    |                    |                    |                    |                    |                    |                    |                    |                    |                    |                  |                  |                   |                   |                   |                   |                    |                    |                    |                    |                    |                    |                       |                       |                       |                       |                       |                       |                         |                         |                         |                         |                         |                         |                 |                 |                  |                  |                        |                        |                        |                        |                        |                        |                  |  |                   |                   |                   |                   |                   |                   |                            |                            |                            |                            |                            |                            |                    |                    |                              |                              |                              |                              |                              |                              |                    |                    |                          |                          |                          |                          |                          |                          |         |         |                 |                 |                    |                    |                    |                    |                    |                    |                  |                  |                  |                  |                    |                    |                    |                    |                    |                    |                    |                    |                    |                    |              |              |                       |                       |                       |                       |                       |                       |            |            |            |            |                  |                  |                  |                  |                  |                  |  |  |                             |                             |                             |                             |                             |                             |  |  |                       |                       |                       |                       |                       |                       |  |  |                      |                      |                      |                      |                      |                      |  |  |  |  |  |  |  |  |  |  |  |  |  |  |  |  |  |  |  |  |  |  |  |  |  |  |  |  |  |  |  |  |  |  |  |  |  |  |  |  |  |  |  |  |  |  |  |  |  |  |  |  |  |  |  |  |  |  |  |  |  |  |  |  |  |  |  |  |
|                  |                  |                  |                  |                  |                  |                 |                 |                 |                 |            |            | Aymericde RIBIER | Aymericde RIBIER | Aymericde RIBIER   | Aymericde RIBIER   | Aymericde RIBIER   | Aymericde RIBIER   |                    |                    |                    |                    |                    |                    |                    |                    |                  |                  |                   |                   |                   |                   |                    |                    |                    |                    |                    |                    |                       |                       |                       |                       |                       |                       | Mariede DOUHET d'AUZERS | Mariede DOUHET d'AUZERS | Mariede DOUHET d'AUZERS | Mariede DOUHET d'AUZERS | Mariede DOUHET d'AUZERS | Mariede DOUHET d'AUZERS |                 |                 |                  |                  |                        |                        |                        |                        |                        |                        |                  |  |                   |                   |                   |                   |                   |                   |                            |                            |                            |                            |                            |                            |                    |                    | Mondonde BALZAC d'ENTRAYGUES | Mondonde BALZAC d'ENTRAYGUES | Mondonde BALZAC d'ENTRAYGUES | Mondonde BALZAC d'ENTRAYGUES | Mondonde BALZAC d'ENTRAYGUES | Mondonde BALZAC d'ENTRAYGUES |                    |                    |                          |                          |                          |                          |                          |                          |         |         |                 |                 |                    |                    |                    |                    |                    |                    |                  |                  |                  |                  |                    |                    |                    |                    | Catherinede RILLAC | Catherinede RILLAC | Catherinede RILLAC | Catherinede RILLAC | Catherinede RILLAC | Catherinede RILLAC |              |              |                       |                       |                       |                       |                       |                       |            |            |            |            |                  |                  |                  |                  |                  |                  |  |  |                             |                             |                             |                             |                             |                             |  |  |                       |                       |                       |                       |                       |                       |  |  |                      |                      |                      |                      |                      |                      |  |  |  |  |  |  |  |  |  |  |  |  |  |  |  |  |  |  |  |  |  |  |  |  |  |  |  |  |  |  |  |  |  |  |  |  |  |  |  |  |  |  |  |  |  |  |  |  |  |  |  |  |  |  |  |  |  |  |  |  |  |  |  |  |  |  |  |  |
|                  |                  |                  |                  |                  |                  |                 |                 |                 |                 |            |            | Aymericde RIBIER | Aymericde RIBIER | Aymericde RIBIER   | Aymericde RIBIER   | Aymericde RIBIER   | Aymericde RIBIER   |                    |                    |                    |                    |                    |                    |                    |                    |                  |                  |                   |                   |                   |                   |                    |                    |                    |                    |                    |                    |                       |                       |                       |                       |                       |                       | Mariede DOUHET d'AUZERS | Mariede DOUHET d'AUZERS | Mariede DOUHET d'AUZERS | Mariede DOUHET d'AUZERS | Mariede DOUHET d'AUZERS | Mariede DOUHET d'AUZERS |                 |                 |                  |                  |                        |                        |                        |                        |                        |                        |                  |  |                   |                   |                   |                   |                   |                   |                            |                            |                            |                            |                            |                            |                    |                    | Mondonde BALZAC d'ENTRAYGUES | Mondonde BALZAC d'ENTRAYGUES | Mondonde BALZAC d'ENTRAYGUES | Mondonde BALZAC d'ENTRAYGUES | Mondonde BALZAC d'ENTRAYGUES | Mondonde BALZAC d'ENTRAYGUES |                    |                    |                          |                          |                          |                          |                          |                          |         |         |                 |                 |                    |                    |                    |                    |                    |                    |                  |                  |                  |                  |                    |                    |                    |                    | Catherinede RILLAC | Catherinede RILLAC | Catherinede RILLAC | Catherinede RILLAC | Catherinede RILLAC | Catherinede RILLAC |              |              |                       |                       |                       |                       |                       |                       |            |            |            |            |                  |                  |                  |                  |                  |                  |  |  |                             |                             |                             |                             |                             |                             |  |  |                       |                       |                       |                       |                       |                       |  |  |                      |                      |                      |                      |                      |                      |  |  |  |  |  |  |  |  |  |  |  |  |  |  |  |  |  |  |  |  |  |  |  |  |  |  |  |  |  |  |  |  |  |  |  |  |  |  |  |  |  |  |  |  |  |  |  |  |  |  |  |  |  |  |  |  |  |  |  |  |  |  |  |  |  |  |  |  |
|                  |                  |                  |                  |                  |                  |                 |                 |                 |                 |            |            |                  |                  |                    |                    |                    |                    |                    |                    |                    |                    |                    |                    |                    |                    |                  |                  |                   |                   |                   |                   |                    |                    |                    |                    |                    |                    |                       |                       |                       |                       |                       |                       |                         |                         |                         |                         |                         |                         |                 |                 |                  |                  |                        |                        |                        |                        |                        |                        |                  |  |                   |                   |                   |                   |                   |                   |                            |                            |                            |                            |                            |                            |                    |                    |                              |                              |                              |                              |                              |                              |                    |                    |                          |                          |                          |                          |                          |                          |         |         |                 |                 |                    |                    |                    |                    |                    |                    |                  |                  |                  |                  |                    |                    |                    |                    |                    |                    |                    |                    |                    |                    |              |              |                       |                       |                       |                       |                       |                       |            |            |            |            |                  |                  |                  |                  |                  |                  |  |  |                             |                             |                             |                             |                             |                             |  |  |                       |                       |                       |                       |                       |                       |  |  |                      |                      |                      |                      |                      |                      |  |  |  |  |  |  |  |  |  |  |  |  |  |  |  |  |  |  |  |  |  |  |  |  |  |  |  |  |  |  |  |  |  |  |  |  |  |  |  |  |  |  |  |  |  |  |  |  |  |  |  |  |  |  |  |  |  |  |  |  |  |  |  |  |  |  |  |  |
|                  |                  |                  |                  |                  |                  |                 |                 |                 |                 |            |            |                  |                  |                    |                    |                    |                    |                    |                    |                    |                    |                    |                    |                    |                    |                  |                  | Françoisde RIBIER | Françoisde RIBIER | Françoisde RIBIER | Françoisde RIBIER | Françoisde RIBIER  | Françoisde RIBIER  |                    |                    |                    |                    |                       |                       |                       |                       |                       |                       |                         |                         |                         |                         |                         |                         |                 |                 |                  |                  |                        |                        |                        |                        |                        |                        |                  |  |                   |                   |                   |                   |                   |                   |                            |                            |                            |                            |                            |                            |                    |                    |                              |                              |                              |                              |                              |                              |                    |                    |                          |                          |                          |                          |                          |                          |         |         | Hélipsde BALZAC | Hélipsde BALZAC | Hélipsde BALZAC    | Hélipsde BALZAC    | Hélipsde BALZAC    | Hélipsde BALZAC    |                    |                    |                  |                  |                  |                  |                    |                    |                    |                    |                    |                    |                    |                    |                    |                    |              |              |                       |                       |                       |                       |                       |                       |            |            |            |            |                  |                  |                  |                  |                  |                  |  |  |                             |                             |                             |                             |                             |                             |  |  |                       |                       |                       |                       |                       |                       |  |  |                      |                      |                      |                      |                      |                      |  |  |  |  |  |  |  |  |  |  |  |  |  |  |  |  |  |  |  |  |  |  |  |  |  |  |  |  |  |  |  |  |  |  |  |  |  |  |  |  |  |  |  |  |  |  |  |  |  |  |  |  |  |  |  |  |  |  |  |  |  |  |  |  |  |  |  |  |
|                  |                  |                  |                  |                  |                  |                 |                 |                 |                 |            |            |                  |                  |                    |                    |                    |                    |                    |                    |                    |                    |                    |                    |                    |                    |                  |                  | Françoisde RIBIER | Françoisde RIBIER | Françoisde RIBIER | Françoisde RIBIER | Françoisde RIBIER  | Françoisde RIBIER  |                    |                    |                    |                    |                       |                       |                       |                       |                       |                       |                         |                         |                         |                         |                         |                         |                 |                 |                  |                  |                        |                        |                        |                        |                        |                        |                  |  |                   |                   |                   |                   |                   |                   |                            |                            |                            |                            |                            |                            |                    |                    |                              |                              |                              |                              |                              |                              |                    |                    |                          |                          |                          |                          |                          |                          |         |         | Hélipsde BALZAC | Hélipsde BALZAC | Hélipsde BALZAC    | Hélipsde BALZAC    | Hélipsde BALZAC    | Hélipsde BALZAC    |                    |                    |                  |                  |                  |                  |                    |                    |                    |                    |                    |                    |                    |                    |                    |                    |              |              |                       |                       |                       |                       |                       |                       |            |            |            |            |                  |                  |                  |                  |                  |                  |  |  |                             |                             |                             |                             |                             |                             |  |  |                       |                       |                       |                       |                       |                       |  |  |                      |                      |                      |                      |                      |                      |  |  |  |  |  |  |  |  |  |  |  |  |  |  |  |  |  |  |  |  |  |  |  |  |  |  |  |  |  |  |  |  |  |  |  |  |  |  |  |  |  |  |  |  |  |  |  |  |  |  |  |  |  |  |  |  |  |  |  |  |  |  |  |  |  |  |  |  |
|                  |                  |                  |                  |                  |                  |                 |                 |                 |                 |            |            |                  |                  |                    |                    |                    |                    |                    |                    |                    |                    |                    |                    |                    |                    |                  |                  |                   |                   |                   |                   |                    |                    |                    |                    |                    |                    |                       |                       |                       |                       |                       |                       |                         |                         |                         |                         |                         |                         |                 |                 |                  |                  |                        |                        |                        |                        |                        |                        |                  |  |                   |                   |                   |                   |                   |                   |                            |                            |                            |                            |                            |                            |                    |                    |                              |                              |                              |                              |                              |                              |                    |                    |                          |                          |                          |                          |                          |                          |         |         |                 |                 |                    |                    |                    |                    |                    |                    |                  |                  |                  |                  |                    |                    |                    |                    |                    |                    |                    |                    |                    |                    |              |              |                       |                       |                       |                       |                       |                       |            |            |            |            |                  |                  |                  |                  |                  |                  |  |  |                             |                             |                             |                             |                             |                             |  |  |                       |                       |                       |                       |                       |                       |  |  |                      |                      |                      |                      |                      |                      |  |  |  |  |  |  |  |  |  |  |  |  |  |  |  |  |  |  |  |  |  |  |  |  |  |  |  |  |  |  |  |  |  |  |  |  |  |  |  |  |  |  |  |  |  |  |  |  |  |  |  |  |  |  |  |  |  |  |  |  |  |  |  |  |  |  |  |  |
|                  |                  |                  |                  |                  |                  |                 |                 |                 |                 |            |            |                  |                  |                    |                    |                    |                    |                    |                    |                    |                    |                    |                    |                    |                    |                  |                  |                   |                   |                   |                   |                    |                    |                    |                    |                    |                    |                       |                       |                       |                       |                       |                       |                         |                         |                         |                         |                         |                         |                 |                 |                  |                  |                        |                        |                        |                        |                        |                        | Gabrielde RIBIER |  |                   |                   |                   |                   |                   |                   |                            |                            |                            |                            |                            |                            |                    |                    |                              |                              |                              |                              |                              |                              |                    |                    |                          |                          |                          |                          |                          |                          |         |         |                 |                 |                    |                    |                    |                    |                    |                    |                  |                  |                  |                  |                    |                    |                    |                    |                    |                    |                    |                    |                    |                    |              |              |                       |                       |                       |                       |                       |                       |            |            |            |            |                  |                  |                  |                  |                  |                  |  |  |                             |                             |                             |                             |                             |                             |  |  |                       |                       |                       |                       |                       |                       |  |  |                      |                      |                      |                      |                      |                      |  |  |  |  |  |  |  |  |  |  |  |  |  |  |  |  |  |  |  |  |  |  |  |  |  |  |  |  |  |  |  |  |  |  |  |  |  |  |  |  |  |  |  |  |  |  |  |  |  |  |  |  |  |  |  |  |  |  |  |  |  |  |  |  |  |  |  |  |

## Tableau votif de l'église de Bassignac

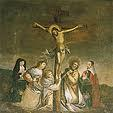
Tableau votif de l'église de Bassignac

Sur le site internet du Ministère de la Culture on trouve :
Cette Crucifixion qui occupe le maître-autel de l’église de Bassignac, a été donné en 1633 par le seigneur de Bassignac, Guy d’Anglars. Celui-ci est représenté en donateur avec sa femme Catherine de Ribier, tous deux agenouillés devant des prie-Dieu ornés de leurs armoiries. Le Christ en croix est encadré par sainte Radegonde, patronne de l’église, sainte Marie-Madeleine et saint Barthélémy.
http://www.culture.gouv.fr/culture/inventai/itiinv/saigne/tablo.htm
Dans l' Histoire Généalogique de la Maison de Ribier, on trouve, à propos de Catherine de Ribier :
Catherine, mariée le 2 septembre 1606 à Guy d'Anglars, fils d'Antoine, seigneur de Bassignac, et d'Antoinette de Gouzel de Ségur. Elle reçut en dot, outre le domaine de La Barandie, une somme de 1.000 livres et un trousseau évalué 120 livres, qui furent payés suivant quittance reçue par Crauzin, notaire, le 20 septembre 1609. Diane de Daillon, comtesse de Charlus, était intervenue au contrat passé au château de Charlus, devant Textoris, notaire, pour faire cadeau à la future d'une somme de 500 livres.
Il existe derrière le maître-autel de l'église de Bassignac un tableau votif représentant Guy d'Anglars en costume de chanoine vêtu de rouge, et Catherine de Ribier en religieuse habillée de noir, avec les écussons des deux familles. Ce tableau était destiné à perpétuer le souvenir des réparations qu'ils firent à cette église en 1633. Le peintre y à également figuré la Vierge, sainte Magdeleine et saint Jean, au pied de la croix.

## Armes et devise

Armes : De geules, au lévrier saillant d'argent, colleté de gueules, au chef cousu d'azur, chargé de trois étoiles d'or. - Cimier : Un sauvage issant vêtu de gueules.
Devise : « Semper Fidelis »

## Possessions
Seigneurs de Lavaur, Plaignes, Ramenet, La Peyre-en-Jordanne, Beaudésert, Chavaniac, La Roche, Laurichesse, Lascombes, Fosse, Tautal, Varleix, Le Chambon, Cheyssac, et autres lieux dans les prévôtés de Mauriac, Aurillac et Maurs, en Auvergne.

## Alliances
Les principales alliances de la famille de Ribier sont les familles d'Anglars de Bassignac, d'Austressal, Chapitre du Châtelet, Cambefort, de Claviers, du Crozet de Bellestat, de Douhet d'Auzers, du Fayet de La Tour, de Fontanges de Couzan, Fortet, de Balzac d'Entraygues, de Lachèze-Murel, Larcena, Roquet d'Estresse, de La Tour-Saint-Pol, de Méallet de Fargues, de Monteil de Septfonds, de Prallat, de Raffin de La Raffinie, de Scorailles, de Tournemire, de Traverse, de La Vaissière de Lavergne (1837), de Vigneroux d'Estang, de Châlus (1809), de Sartiges (1867), Perrin (1902), Fels (1929), Lambelin, Giraud.